# Sono un bravo ragazzo un po' fuori di testa
Sono un bravo ragazzo un po' fuori di testa è un singolo del rapper italiano Random, pubblicato il 19 maggio 2020 come quinto estratto dall'EP Montagne Russe.

## Videoclip
Il videoclip del brano è stato pubblicato il 29 giugno 2020 sul canale YouTube del rapper.

## Tracce
1. Sono un bravo ragazzo un po' fuori di testa – 2:50

## Classifiche

### Classifiche settimanali
| Classifica (2020) | Posizione massima |
| ----------------- | ----------------- |
| Italia            | 6                 |

### Classifiche di fine anno
| Classifica (2020) | Posizione |
| ----------------- | --------- |
| Italia            | 27        |